# Saxifraga conradiae
Saxifraga conradiae är en stenbräckeväxtart som beskrevs av J. Prudhomme. Saxifraga conradiae ingår i Bräckesläktet som ingår i familjen stenbräckeväxter. Inga underarter finns listade i Catalogue of Life.